# Ếch Trung Á
Ếch Trung Á (Rana asiatica) là một loài ếch trong họ Ranidae.
Nó được tìm thấy ở Trung Quốc, Kazakhstan, và Kyrgyzstan.
Các môi trường sống tự nhiên của chúng là các khu rừng ôn hòa, vùng cây bụi ôn đới, vùng đồng cỏ ôn đới, sông, sông có nước theo mùa, đầm nước, hồ nước ngọt, hồ nước ngọt có nước theo mùa, đầm nước ngọt, đầm nước ngọt có nước theo mùa, suối nước ngọt, vùng đồng bằng nội địa, đất canh tác, vùng đồng cỏ, vườn nông thôn, các vùng đô thị, khu vực trữ nước, ao, ao nuôi trồng thủy sản, và đất có tưới tiêu.
Nó không được xem là bị đe dọa theo IUCN.